# 褚艳芳
褚艳芳（1962年—），山西万荣人，汉族，中华人民共和国政治人物、第十二届全国人民代表大会黑龙江地区代表。
毕业于中央党校经济管理专业，先後任職山西省運城電業局、山西省電力公司、山西省忻州市供电局(公司) 局长(总经理)，現為黑龙江省电力有限公司副总经理、党组成员、哈尔滨电业局局长。加入中国共产党。2013年，被选为全国人大代表
2021年5月21日，褚艳芳涉嫌严重违纪违法，接受中央纪委国家监委驻国家电网有限公司纪检监察组纪律审查；经黑龙江省监察委员会指定，哈尔滨市监察委员会对其监察调查。
。